# Большой Сырян
Большой Сырян — лесная речка в Граховском районе Удмуртии (устье в Можгинском районе), левый приток реки Умяк.
Длина — 15 км.
Около заброшенной деревни Сырян есть пруд.

## Данные водного реестра
По данным государственного водного реестра России относится к Камскому бассейновому округу, водохозяйственный участок реки — Вятка от города Вятские Поляны и до устья, речной подбассейн реки — Вятка. Речной бассейн реки — Кама.
Код объекта в государственном водном реестре — 10010300612111100040554.